# حريق غابات كانبرا 2003
حريق غابات كانبرا 2003،تسبب في سقوط العديد من القتلى وفناء هكتارات من الغابات والعديد من الحيوانات النادرة ،عدد الوفيات و الإصابات في البشر بلغ حوالي 490 وتسبب الحريق بأضرار بالغة في ضواحي كانبرا -عاصمة أستراليا-  بلغ الحريق ذروته فيما بين الثامن عشر حتى الثاني و العشرين من يناير عام 2003 م.وقع الحريق في مقاطعة العاصمة الأسترالية وتسبب في فناء مراعياها و أشجار الصنوبر واحتراق محمياتها بنسبة 70 بالمئة كذلك أفنى العديد من الحيوانات و السلالات النادرة.

## تسلسل الأحداث

خريطة توضح تقدم الحرائق فيما بين 8 حتى 21 يناير

## أحداث الثامن عشر من يناير

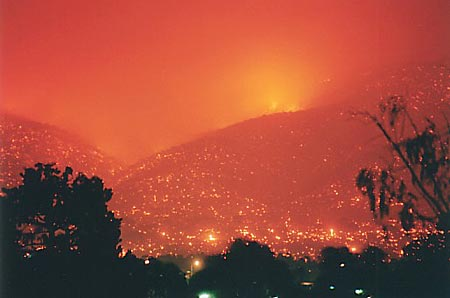
تلال ضواحي كانبر متوهجة من النيران

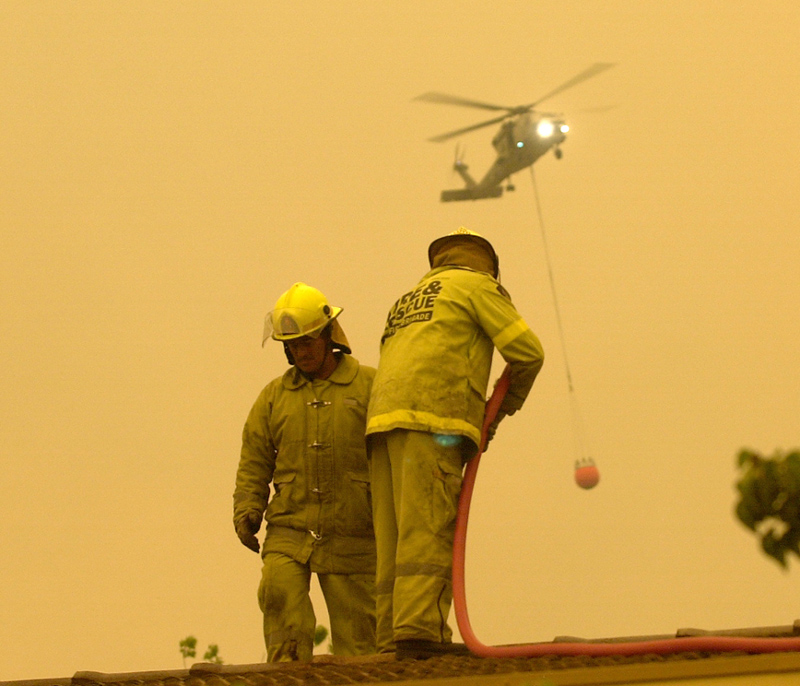
رجال الإطفاء مع خراطيم المياه في محاولة للسيطرة على الحريق

## ما بعد الحريق

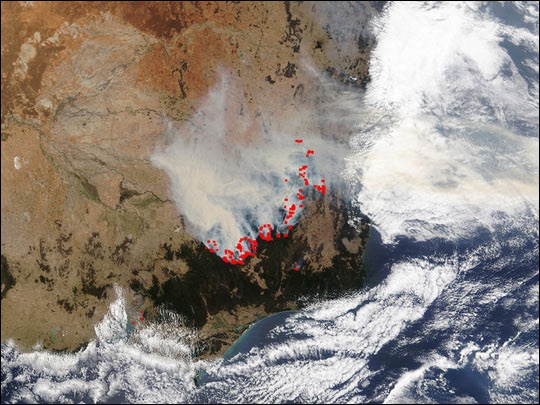
صورة فضائية من ناسا تبين الحرائق التي ما زالت مشتعلة صورت في 22 يناير 2003